# Alcides Montiel
Alcides Esteban Montiel (1902-1989) fue un dirigente sindical argentino, fundador de la Sociedad de Resistencia de Obreros Cerveceros de la Quilmes y Anexos en 1932. Fue secretario general de la Federación de Obreros Cerveceros y Afines y secretario general de la Confederación General de Trabajo (CGT) (1944-1945). Autodidacta de ideas socialistas, fue uno de los fundadores del Partido Laborista de Argentina que diera origen al  peronismo, partido del que fue uno sus dirigentes, como diputado nacional por la Provincia de Buenos Aires (1946-1948), siendo reelecto para el período 1948-1952.
Pasó a la clandestinidad durante la dictadura que derrocó al gobierno constitucional de Perón y participó junto a su hijo Esteban en la Resistencia peronista, que luchó para obtener elecciones libres y sin proscripciones, objetivo logrado en 1973.

## Biografía
Alcides Montiel había nacido en el pueblo rural de Bonpland, departamento de Paso de los Libres, Corrientes el 27 de diciembre de 1902. Su madre, de condición muy humilde crio a los hijos sola; su padre era un guaraní al que nunca conoció.  Ya de niño tuvo que trabajar para ganarse el pan. Fue peón rural y resero desde su niñez por todo el norte argentino, Paraguay y Brasil. Observó y sufrió  las penurias e injusticias a la cual estaban sometidos todos los trabajadores rurales en esa época. Adquirió un gran conocimiento de los caballos y todo lo vinculado a la vida en el campo. Por sus viajes por el norte como resero hablaba guaraní y portugués. Aprendió a leer solo con el Martin Fierro identificándose con las penurias del gaucho. En la década del 20 viaja a Buenos Aires junto con su hermano mayor Felipe Montiel en busca de trabajo. Se instalan en Quilmes; su primer empleo fue hacer zanjas para las cloacas, luego entran como peones en la Cervecería Quilmes. Trabajaba de lunes a sábado. El domingo, su día libre, Alcides iba a ver los caballos de los carros encerrados en el corral. Pidió permiso para cuidarlos y varearlos ya que no los veía bien. Le dijeron que no había plata para ese trabajo, pero a Alcides no le importó. No quería el sueldo sino ver bien a los animales. Así estuvo un tiempo trabajando hasta que un jefe de sección, cuando vio su empeño y las mejoras de los caballos, le ofreció mejorar su trabajo, paso de simple peón a ser tonelero. Las mejora en el sueldo le permitió ayudar a los empleados más necesitados. Compraba un remedio, ayudaba económicamente al que andaba mal y estaba para el que necesitara. Se fue ganando un rol de liderazgo entre los trabajadores por su gran sentido solidario.
El 16 de julio de 1932, junto con otros obreros, crean la Sociedad de Resistencia de Obreros Cerveceros de la Quilmes y Anexos para organizarse y mejorar las condiciones laborales de todos los empleados. El 9 de agosto se designó la primera comisión administrativa; tenía como secretario general a su hermano Felipe Montiel. El 11 de septiembre, cambió su nombre por Sociedad de Obreros Cerveceros de la Quilmes.
La primera acción educativa que tuvo esta entidad obrera fue crear la biblioteca “José de San Martín”, en noviembre de 1932, y un periódico mensual denominado “El Obrero Cervecero” que luego cambió por “El Rotativo Cervecero” con 4 páginas. El lema era: “Defiende los intereses de los obreros de la cerveza. Lucha por la creación de un sindicato en cada industria cervecera y bregará por la unidad de la clase trabajadora en general.” El Rotativo se hizo revista con el subtítulo “Revista Proletaria”. Llegó a tener cerca de 40 páginas, con un tiraje de 5000 ejemplares y se extendió a todos los rincones del país donde hubiera empresas cerveceras, subsidiarias y afines. El 13 de agosto de 1935, junto con distintos operarios y operarias de la fábrica fundan la "Sociedad de Obreros y Obreras de las Tapas Coronas" dándole un inusual lugar a la mujer para la época. Los primeros asociados fueron 63 obreras y 15 obreros. Alcides, si bien no tenía estudios, era un autodidacta, muy respetado por su don de la palabra y gran espíritu de compañerismo. El 19 de enero de 1936 constituye y encabeza la Federación de Obreros Cerveceros y Afines de la República Argentina la cual daría innumerables beneficios a los trabajadores. Se convirtió en el secretario general del gremio. Trabajo por la unión de los trabajadores en todo el país llegando a ser miembro del primer Comité Central Confederal en 1939. 
En 1943 conoce a Juan Domingo Perón en la Secretaría de Trabajo y Previsión. Se pone a trabajar, juntamente con otros dirigentes obreros, en los profundos cambios y mejoras que le darían a la clase trabajadora; junto con Luis Gay y Ángel Borlenghi es nombrado en comisiones estatales que redactaban las legislaciones obreras. En esa época era secretario adjunto y luego llega a ser Secretario General de la Confederación General de Trabajo (CGT) (1944-1945). 
Cuando Perón depuesto y detenido en octubre de 1945, Montiel desempeñó un papel importante en las movilizaciones obreras del 17 de octubre de 1945 que lo liberaron, abriendo camino a su triunfo electoral en 1946. Félix Luna lo menciona como uno de los dirigentes que organizaron el 9 de octubre a la noche, la primera reunión de sindicalistas para responder al golpe de Estado militar que desplazó a Perón de sus cargos en el gobierno, y que constituyó la delegación de enlace con Perón que organizó el acto de despedida del 10 de octubre. Inmediatamente después participó en la creación del Partido Laborista de Argentina siendo en su acta fundacional secretario de Interior por su gran conocimiento de las provincias argentinas. 
Entre noviembre de 1945 y febrero de 1946 recorrería todo el país junto a Juan Domingo Perón en la campaña electoral para las Elecciones presidenciales de Argentina de 1946  las cuales ganarían con una amplia mayoría del Partido Laborista de Argentina. A partir de 1946 fue elegido Diputado Nacional por la provincia de Buenos Aires hasta 1948 y después reelecto en 1948 hasta 1952.
Durante el gobierno peronista Montiel fue enviado por Juan Domingo Perón varias veces al interior, a solucionar problemas. Habían trabajado en el Estatuto del Peón Rural en 1944. El general tenía muy claro que Montiel conocía la gente criolla como nadie, su lenguaje, su idiosincrasia. Esto le ayudó a resolver todo tipo de dificultad gremial y política ya que la gente se daba cuenta que les hablaba uno de ellos. Por pedido de Eva Perón integró la Comisión que dio despacho favorable a la Ley 13.010 de sufragio femenino. 
En enero de 1947 integró el primer Consejo Superior del Partido Peronista, en momentos de una profunda división entre «laboristas» y «renovadores».
Como diputado tuvo una profusa y destacada labor. Allí entablaría gran amistad con el joven legislador John William Cooke.  Fue una época de profundos cambios en legislación obrera y social. Entre tantas cosas podemos destacar que, por pedido de Eva Perón integró la Comisión que dio despacho favorable al proyecto de ley reconociendo a las mujeres el derecho a sufragio y a actuar en la vida política, sancionada el 9 de septiembre de 1947 como Ley 13.010 de sufragio femenino, estableciendo de ese modo el sufragio universal en Argentina.
En el trabajo gremial llegó a ser Secretario General de la Confederación General de Trabajo (CGT) (1944-1945) viajando a todas las provincias argentinas resolviendo problemas de toda índole por su gran conocimiento de la vida y el trabajo de los sectores humildes. Un ejemplo fue que en Tucumán firmó el primer convenio de trabajo de la Federación Obrera Tucumana de la Industria del Azúcar FOTIA. Mientas fue delegado gremial nunca dejó de trabajar en la cervecería. 
Pasó a la clandestinidad cuando el Golpe de Estado en Argentina de septiembre de 1955 derrocó al gobierno constitucional y participó junto a su hijo Esteban en la Resistencia peronista que luchó activamente para que el peronismo pueda volver a presentarse a elecciones, lográndose este hecho en 1973 al asumir un  gobierno democrático.
Alcides Montiel murió en su humilde casa de Quilmes en 1989 a la edad de 87 años.

## Relaciones familiares
Su hijo Esteban Montiel fue militante de la juventud Peronista primero y del peronismo en democracia después teniendo un importante papel en la Secretaría General de la Gobernación de Antonio Cafiero (1987-1991).